# Zatte Bie
Zatte Bie is een Belgisch bier van hoge gisting.
Het bier wordt gebrouwen in Brouwerij De Bie te Wakken, een deelgemeente van Dentergem.
Het is een bruin bier met een alcoholpercentage van 9%.